# Cécile Argiolas
Cécile Argiolas (Tolosa, 6 luglio 1976) è una schermitrice francese, specializzata nella sciabola.

## Palmarès
In carriera ha conseguito i seguenti risultati:
- Mondiali

Seoul 1999: argento nella sciabola a squadre.
Budapest 2000: bronzo nella sciabola a squadre.
Lisbona 2002: bronzo nella sciabola individuale.
New York 2004: bronzo nella sciabola a squadre.
Torino 2006: oro nella sciabola a squadre.
San Pietroburgo 2007: oro nella sciabola a squadre.
- Europei

Bolzano 1999: argento nella sciabola individuale.
Funchal 2000: argento nella sciabola a squadre.
Mosca 2002: oro nella sciabola individuale.
Bourges 2003: argento nella sciabola a squadre.
Smirne 2006: bronzo nella sciabola a squadre.
Gand 2007: oro nella sciabola a squadre.